# August Erdmann (Politiker)

August Erdmann

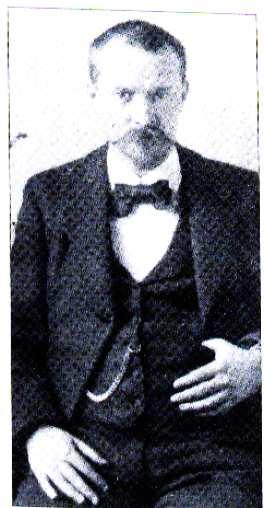
August Erdmann im Reichstagswahlkampf 1914

August Erdmann (* 22. Januar 1862 in Iserlohn; † 8. Oktober 1938 in Köln) war ein deutscher Sozialdemokrat und Autor.

## Leben
Nach dem Abschluss des Gymnasiums in Iserlohn studierte Erdmann in Bonn, Berlin und Leipzig Zahnmedizin. Er promovierte 1885 in Bonn. Bis zu Beginn der 1890er Jahre praktizierte Erdmann als Zahnarzt in Iserlohn.
Danach war er als Autor und Redakteur der sozialdemokratischen Presse tätig. Zwischen 1896 und 1906 war er Redakteur bei der Rheinische Zeitung (SPD-Organ) in Köln. Danach war Erdmann 1906–1908 ständiger Mitarbeiter der „Sozialdemokratischen Parteikorrespondenz,“ d. h. der parteieigenen Nachrichtenagentur. Anschließend war er Schriftsteller mit Wohnsitz in Köln und später in Düsseldorf. Für den Wahlkreis Dortmund-Hörde war er zwischen 1912 und 1918 Reichstagsabgeordneter.
Im Jahr 1917 schloss sich Erdmann der USPD an. Während der Novemberrevolution war er Vorsitzender des Arbeiter- und Soldatenrates Düsseldorf. Zwischen 1918 und 1920 war er Herausgeber der USPD-Zeitung Westdeutsches Wochenblatt. Im Jahr 1920 kehrte Erdmann zur SPD zurück und war im selben Jahr kurzzeitig Landrat im Kreis Hagen-Schwelm.
Über Beiträge in Zeitungen und Zeitschriften hinaus veröffentlichte Erdmann mehrere Schriften. Dabei setzte er sich aus sozialdemokratischer Sicht mit der Zentrumspartei und den christlichen Gewerkschaften auseinander.